# 蘇拉赫烏帕齊拉
蘇拉赫乌帕齐拉是孟加拉国蘇納姆甘傑縣的一个乌帕齐拉，位於錫爾赫特专区的蘇納姆甘傑縣。

## 人口
據1991年孟加拉國人口普查，蘇拉赫共有戶數13881戶，人口89941人。其中男性佔比51.08%，女性佔比48.92%；成年人口43247人。該地7歲以上人口之平均識字率為21.8%，低於全國平均值（32.4%）。